# لیا لیس
لیا لیس (انگلیسی: Lya Lys؛ ۸ مهٔ ۱۹۰۸ – ۲ ژوئن ۱۹۸۶) هنرپیشه آلمانی‌الاصل اهل ایالات متحده آمریکا بود. وی بین سال‌های ۱۹۲۹ تا ۱۹۴۰ میلادی فعالیت می‌کرد.
از فیلم‌هایی که وی در آن نقش داشته‌است می‌توان به عصر طلایی (۱۹۳۰) اشاره کرد.